# René Schwartz
Pour les articles homonymes, voir Schwartz.
René Schwartz, né le 8 août 1906 à Nilvange (Alsace-Lorraine) et mort le 9 mai 1960 à Schruns (Autriche), est un homme politique français.

## Biographie
Il est élu sénateur sous l'étiquette RPF, puis il rejoint le groupe des indépendants,.
René Schwartz meurt le 9 mai 1960 à l'âge de 53 ans.
Un square porte son nom,,,.

## Détail des fonctions et des mandats

### Mandats locaux
- 1935 - octobre 1945 : Conseiller municipal de Thionville
- octobre 1945 - 9 mai 1960 : Maire de Thionville

### Mandats parlementaires
- 7 novembre 1948 - 18 mai 1952 : Sénateur de la Moselle
- 18 mai 1952 - 8 juin 1958 : Sénateur de la Moselle
- 8 juin 1958 - 26 avril 1959 : Sénateur de la Moselle
- 26 avril 1959 - 9 mai 1960 : Sénateur de la Moselle